# Heinrich von Stephan
Heinrich von Stephan a fost directorul poștal general al Imperiului German, care a reorganizat serviciile poștale pe teritoriul Germaniei. A fost unul dintre fondatori ai Uniunii Poștale Universale în 1874 și a introdus telefonul la Germania. De asemenea, a fost un inventator al cărții poștale.
1. 1 2 3 4 5 6 7 8 9  Stephan, Heinrich (v.) (ADB)[*] Verificați valoarea |titlelink= (ajutor);
2. 1 2 3 4 5 6 7 8 9  Deutsche Biographie, accesat în 15 ianuarie 2022
3. 1 2 3 4  Stephan, Ernst Heinrich Wilhelm von, Biographisches Jahrbuch und Deutscher Nekrolog, p. 196-207, accesat în 15 ianuarie 2022
4. ↑  IdRef, accesat în 5 martie 2020
5. ↑  Die Mitglieder der Akademie der Wissenschaften zu Göttingen 1751–2001 (în germană), Göttingen: Vandenhoeck & Ruprecht, 2001, p. 233
6. ↑   (PDF) https://www.parlament-berlin.de/ados/17/IIIPlen/vorgang/d17-3105.pdf, accesat în 15 ianuarie 2022 Lipsește sau este vid: |title= (ajutor)